# Hollfeld
Hollfeld – miasto w Niemczech, w kraju związkowym Bawaria, w rejencji Górna Frankonia, w regionie Oberfranken-Ost, w powiecie Bayreuth, siedziba wspólnoty administracyjnej Hollfeld. Leży nad rzeką Wiesent, przy drodze B22 wśród pagórków Szwajcarii Frankońskiej.
Miasto położone jest ok. 20 km na zachód od Bayreuth, ok. 28 km na wschód od Bambergu i ok. 54 km na północny wschód od Norymbergi.

## Dzielnice
W skład miasta wchodzą następujące dzielnice: 
|             |             |             |            |             |             |           |
| Drosendorf  | Fernreuth   | Freienfels  | Gottelhof  | Hainbach    | Höfen       | Hollfeld  |
|             |             |             |            |             |             |           |
| Kainach     | Krögelstein | Loch        | Moggendorf | Neidenstein | Pilgerndorf | Schönfeld |
|             |             |             |            |             |             |           |
| Stechendorf | Tiefenlesau | Treppendorf | Weiher     | Welkendorf  | Wiesentfels | Wohnsdorf |

## Zabytki i atrakcje
- zamek Wiesentfels
- zamek Freienfels
- zamek Neidenstein
- zamek Krögelstein
- muzeum w stodole
- Muzeum Sztuki (Kunst & Museum)
- Stary Ratusz
- Miejski Kościół Parafialny pw. Wniebowstąpienia NMP (Mariä Himmelfahrt), z 1715
- zzpital św. Bartłomieja, wybudowany w 1709 z kaplicą z 1464
- Niebieska wieża (Blauer Turm) - Ideenhaus Hollfeld
- wieża św. Gangolfa, wybudowana w najwyższym punkcie miasta
- Kościół pw. św. Salvatora (St. Salvator)
- Kaplica św. Jana Nepomucena
- Rynek z targiem
- Brama Górna
- fontanna
- ogrody Terrassen
- Frankońskie Lato Teatralne

## Galeria

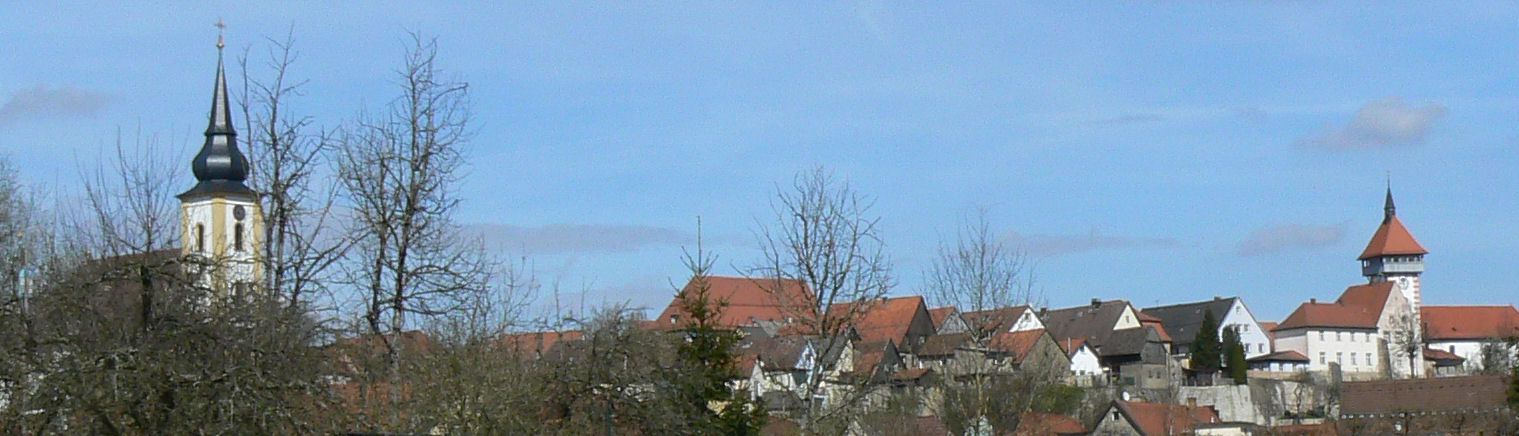
Hollfeld
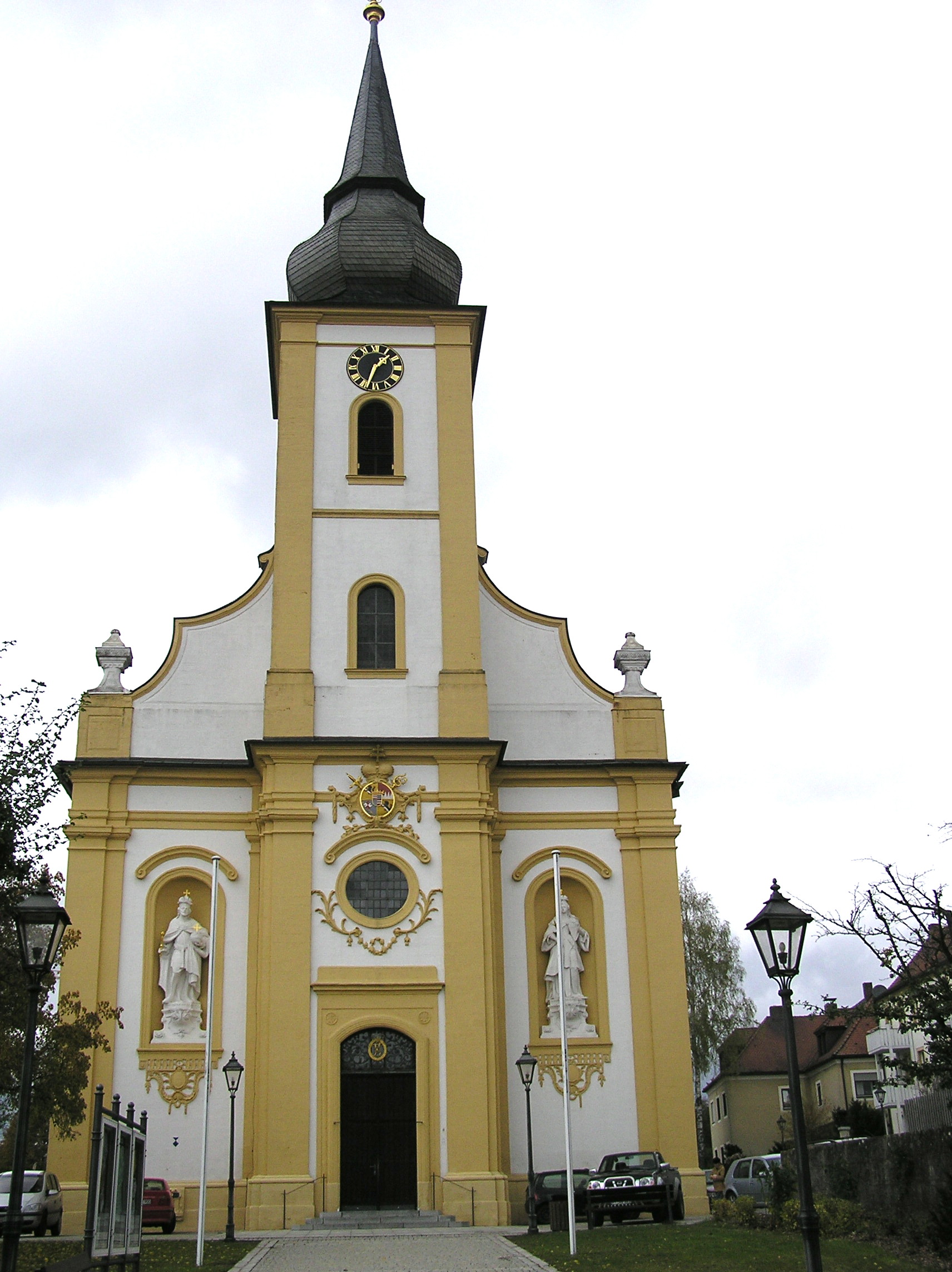
Kościół pw. Wniebowstąpienia NMP (Mariä Himmelfahrt)
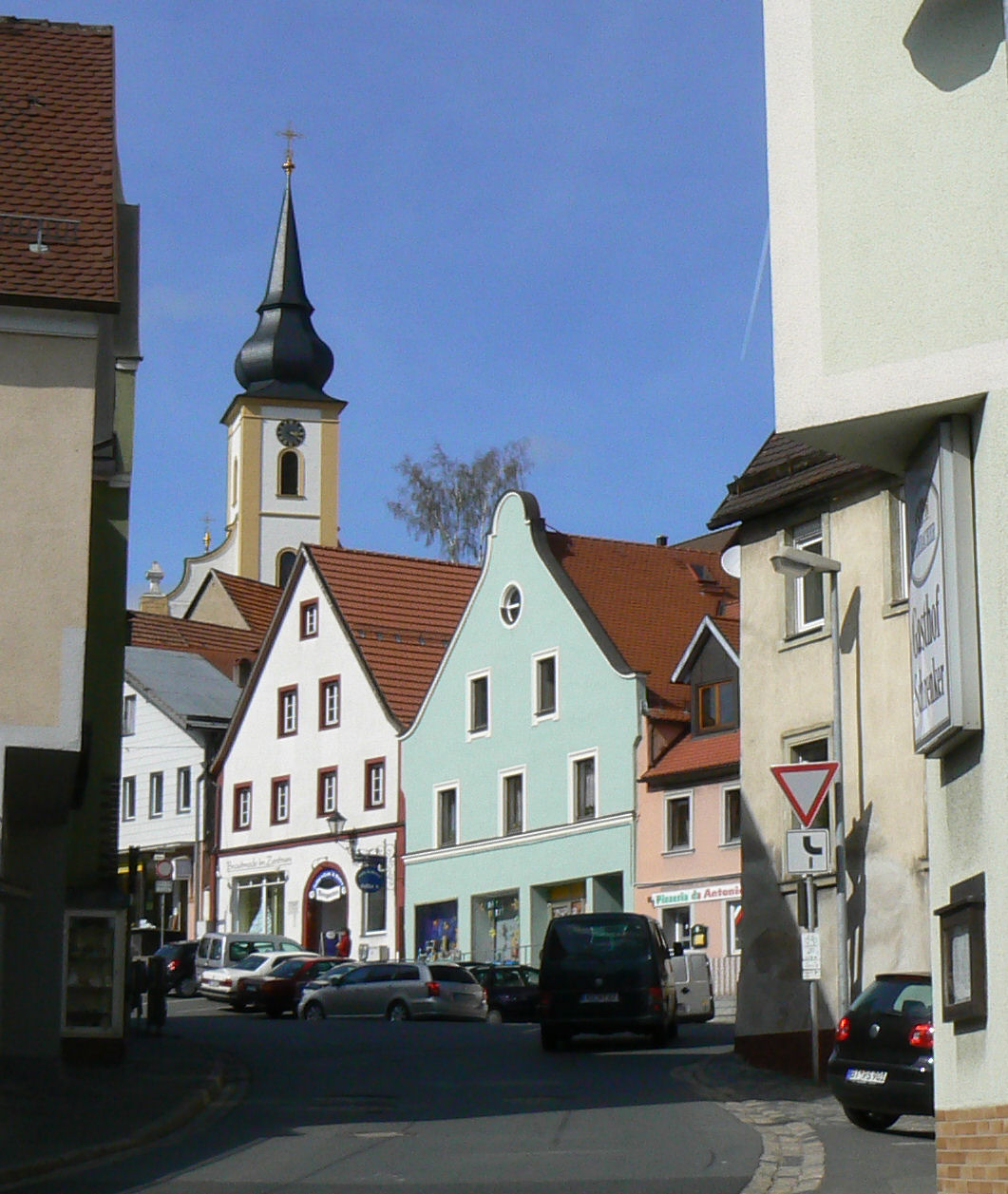
Centrum miasta
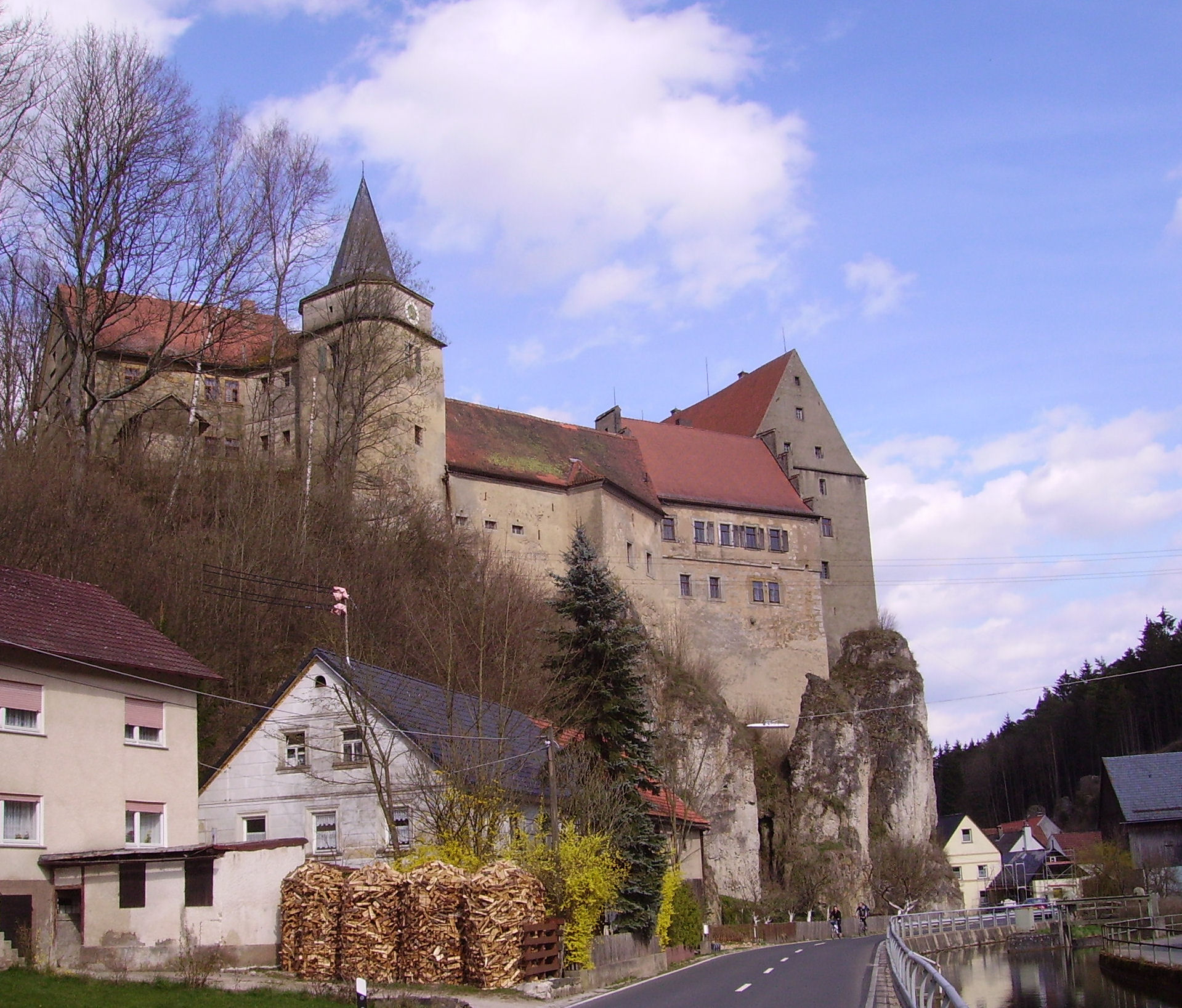
Zamek Wiesentfels